# San Pablo, Acatlán
San Pablo är en ort i Mexiko.   Den ligger i kommunen Acatlán och delstaten Hidalgo, i den sydöstra delen av landet, 120 km nordost om huvudstaden Mexico City. San Pablo ligger 1 698 meter över havet och antalet invånare är 180.
Terrängen runt San Pablo är huvudsakligen kuperad, men åt sydost är den platt. San Pablo ligger nere i en dal. Runt San Pablo är det ganska tätbefolkat, med 52 invånare per kvadratkilometer. Närmaste större samhälle är Atotonilco el Grande, 19,9 km väster om San Pablo. Trakten runt San Pablo består till största delen av jordbruksmark.